# Ба (шаньюй)
Ба (кит. упр. 拔, пиньинь ba, тронное имя  Уцзихоушичжуди  кит. упр. 烏稽侯尸逐鞮, пиньинь Wujihoushizhudi) — шаньюй хунну с 124 года по 128 год. Сын Чжана.

## Правление
Престол занял в неспокойное время. Последние 100 лет южные хунны жили в относительном спокойствии и не ждали, что угроза придёт со стороны их бывших данников сяньбийцев. (Сяньби покорили ухуаней и стали завоёвывать бывшие хуннские земли). Сяньби искали незащищённые участки границы и нападали на хуннов. Князь Цзяньгюн был убит ими. Ба просил Хань Шунь-ди восстановить пограничные гарнизоны и получил согласие: войска из Лияна были переведены в Чжуньшань. Войскам было приказано стрелять по приближающимся сяньбийцам.
В 128 году Ба умер. Сюли стал шаньюем.